# صائد المحار الأمريكي

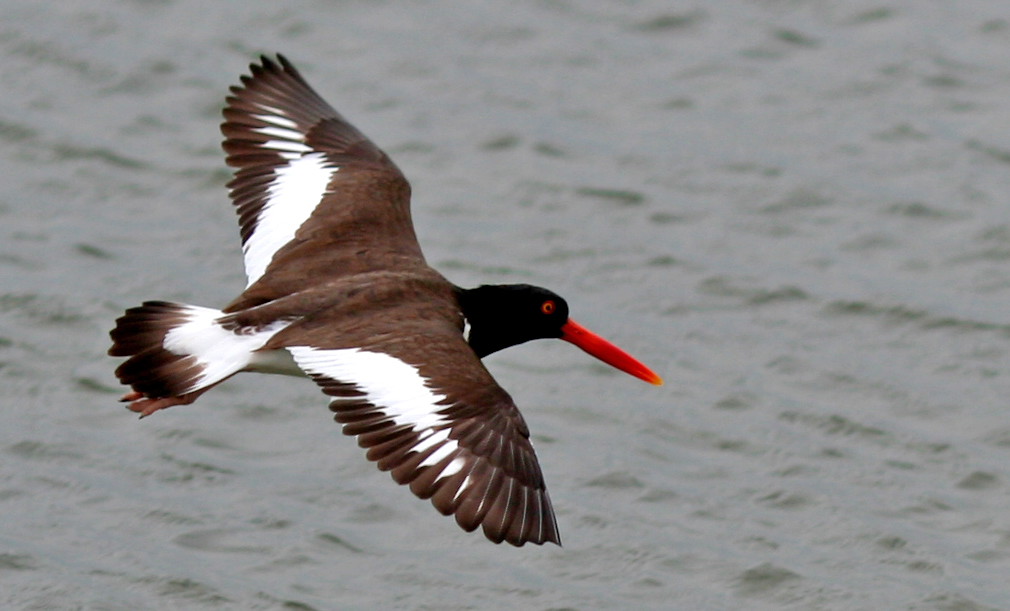
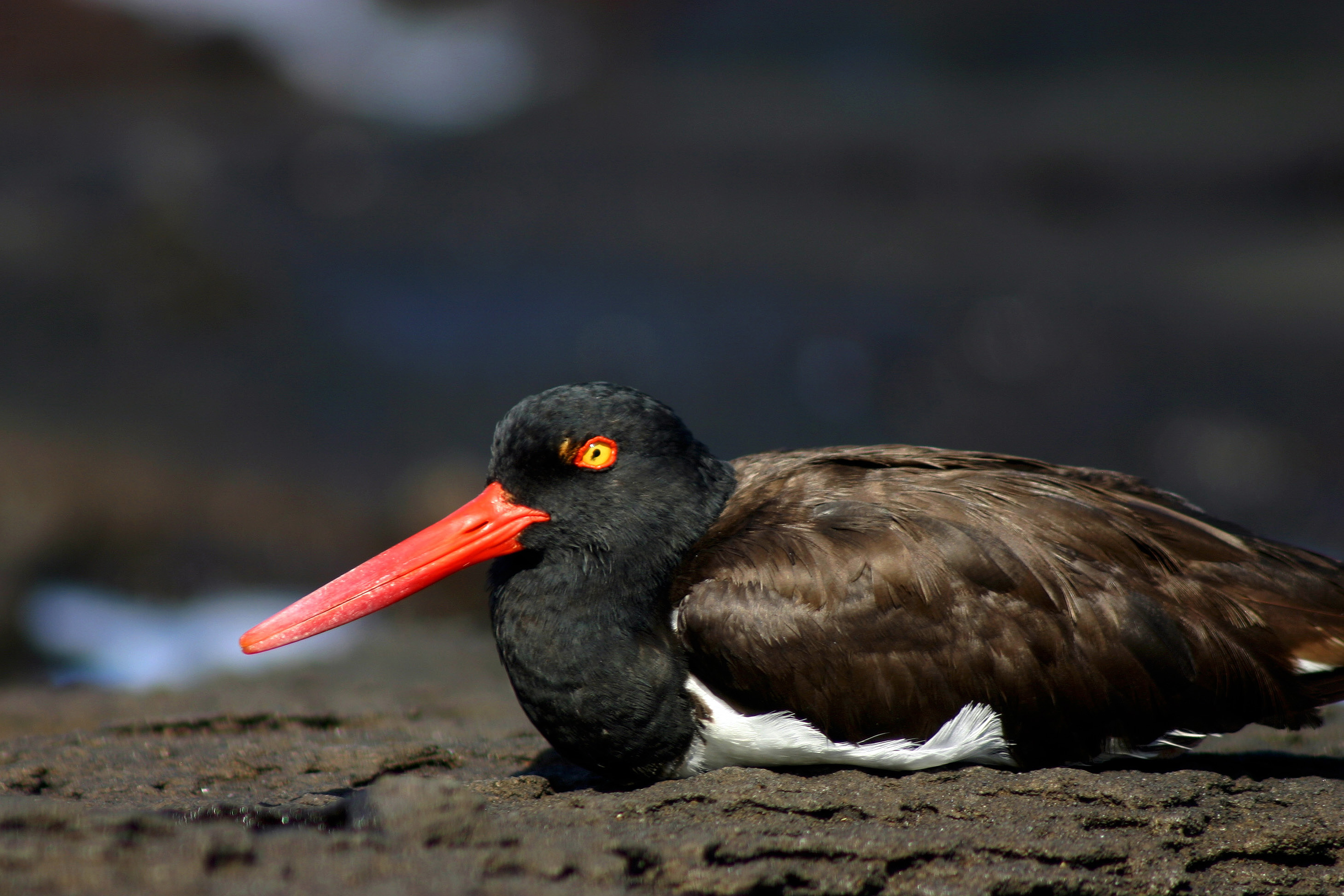
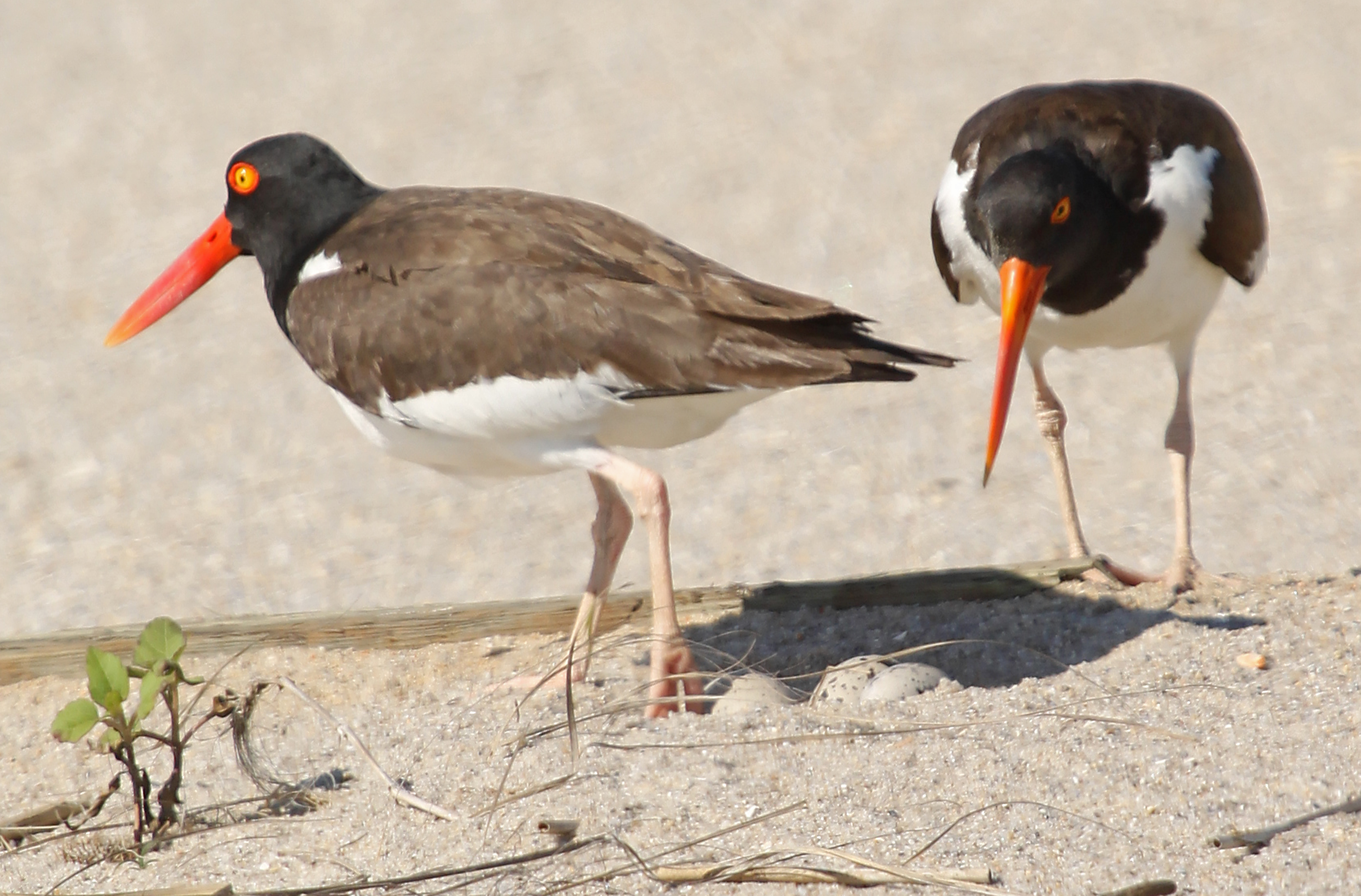
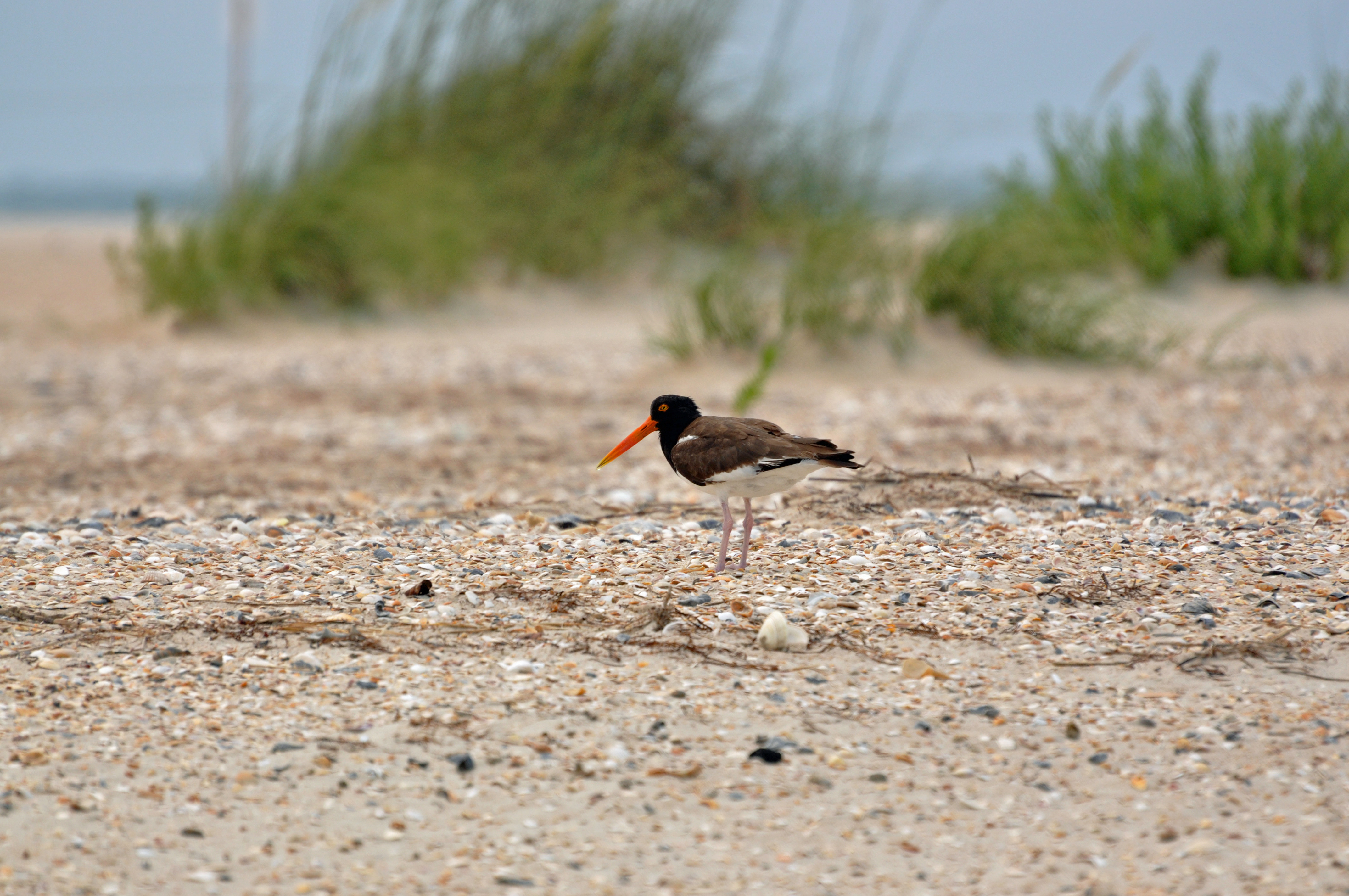

صائد المحار الأمريكي (الاسم العلمي: Haematopus palliatus) (بالإنجليزية: American Oystercatcher)‏ هو نوع من الطيور يتبع جنس صائد المحار من فصيلة صائدات المحار.